# Atlaszi rózsásszárnyúpinty
Az atlaszi rózsásszárnyúpinty (Rhodopechys alienus) a madarak osztályának verébalakúak (Passeriformes) rendjébe és a pintyfélék (Fringillidae) családjába tartozó faj.

## Rendszerezése
A fajt Joseph Whitaker brit ornitológus írta le 1897-ben,  Rhodopechys aliena néven.

## Előfordulása
Észak-Afrikában, az Atlasz-hegységben Algéria és Marokkó területén honos. Természetes élőhelyei a mérsékelt övi gyepek. Vonuló faj.

## Természetvédelmi helyzete
Az elterjedési területe nagyon nagy, egyedszáma pedig stabil. A Természetvédelmi Világszövetség Vörös listáján nem fenyegetett fajként szerepel.